# محمد ابو حامد شاهین
محمد ابو حامد شاهین (عربی: محمد أبو حامد شاهین)؛ (زاده ۱۴ مارس ۱۹۷۳) یک سیاستمدار مصری است. او معاون سابق حزب آزاد مصر است و عضو منتخب مجمع مردم سالارهٔ پس از انقلاب مصر و نماینده‌ای از ناحیه کسر النیل در قاهره است. او رئیس سابق بلوک پارلمانی حزب آزاد مصر است. او در اوایل ماه مارس ۲۰۱۲ از حزب استعفا داد، هرچند که او در فوریه ۲۰۱۵ دوباره عضو حزب شد.

## زندگی‌نامه
محمد ابوحامد شاهین فارغ‌التحصیل از اداره حسابداری، دانشکده بازرگانی، دانشگاه قاهره در سال ۱۹۹۵ بود. بعد از رویدادهای ۱۱ سپتامبر در ایالات متحده، ابو حامد دکترایش را با پایان‌نامه «فلسفه علوم سیاسی و رابطه بین دین و سیاست» ثبت کرد.

## مشاغل
شاهین در طراحی و ارزیابی اطلاعات مالی و سیستم‌های کنترل بین‌المللی و حسابرسی کار می‌کند. او در وزارت مالی به عنوان حسابدار قانونی ثبت شده‌است. ابوحامد کارمند یک شرکت سهامی مصری به نام Life Concept «مفهوم زندگی» است که در مشاوره‌های مالی، برنامه‌ریزی استراتژیک و مدیریت بحران مالی تخصص دارد.

## فعالیت‌های سیاسی
ابو حامد در انقلاب ۲۵ ژانویه از همان روزهای اول شرکت کرده بود تا زمانی که رئیس‌جمهور پیشین از این کار جلوگیری کرد. او عضو کمیته «مردان دانا» بود و یکی از ۲۲ نفر که خواستار تشکیل حزب آزاد مصری بودند. ابو حامد عضو کمیسیون عالی حزب المصری ال العرار است. او در برنامه‌ریزی برنامه حزب مربوط به ساختار سیاسی و آزادی‌های مختلف و حقوق‌بشر شرکت نمود. او هماهنگ‌کننده هشتاد کمیته حقوق بشر و آزادی‌های حقوق‌بشر است. او سخنگوی جنبش طرفداران سیسی است، ادغام ۲۸ گروه که از عبدالفتاح السیسی، وزیر دفاع مصر، برای انتخاب رئیس‌جمهور در انتخابات ریاست جمهوری مصر ۲۰۱۴ دعوت کرده‌اند.